# Oskar Schindler
Oskar Schindler, född 28 april 1908 i Zwittau (Svitavy), Österrike-Ungern, död 9 oktober 1974 i Hildesheim, Västtyskland, var en tysk affärs- och industriman, som är känd för att ha räddat fler än 1 200 judar undan Förintelsen genom att anställa dem vid sin emalj- och ammunitionsfabrik. Schindler utnyttjade den tyska erövringen av Polen på hösten 1939 till att överta judiska firmor kring Kraków. Tack vare goda kontakter med höga tyska officerare hade han avsevärd framgång. Han är huvudperson i romanen Schindlers ark (1982), och i filmen Schindler's List (1993). Filmen handlar om hans liv som opportunist, från början mest motiverad av ekonomiska skäl, men senare även med stor hängivenhet för att rädda livet på de judiska arbetarna.
Schindler växte upp i Zwittau i dåvarande Österrike-Ungern, och hade flera yrken innan han 1936 gick med i Abwehr, Nazitysklands underrättelsetjänst. Han gick med i Nazistpartiet 1939. I Abwehr arbetade han bland annat med att samla information om järnvägar, militära installationer och truppförflyttningar samt att rekrytera spioner i Tjeckoslovakien. Schindler samlade information åt Nazityskland och arbetade bland annat i Polen inför Tysklands invasion 1939. Han tog år 1939 över en emaljfabrik i Kraków, Polen, som när den gick som bäst hade 1 750 arbetare av vilka 1 000 var judar. Kontakterna inom Abwehr hjälpte Schindler att skydda sina judiska arbetare från deportation och avrättningar i nazisternas koncentrationsläger.
I takt med att Röda armén drog sig allt närmare började SS i juli 1944 att stänga de koncentrationsläger som låg längst österut och evakuera de kvarvarande fångarna västerut till lägren i Auschwitz och Gross-Rosen. Schindler övertygade då Hauptsturmführer Amon Göth, som var kommendant vid det närliggande Koncentrationslägret i Płaszów, att låta honom flytta fabriken och dess arbetare till Brünnlitz (tjeckiska: Brněnec), i Sudetenland, för att skydda arbetarna från en nästintill säker död i gaskamrarna. Vid krigets slut i maj 1945 hade han gjort av med hela sin förmögenhet, som till största del gått till mutor.
För sina insatser under kriget förklarades Schindler 1963 som Rättfärdig bland folken av den israeliska regeringen. Han avled den 9 oktober 1974 i Hildesheim i dåvarande Västtyskland, och begravdes på den Katolska kyrkogården i Jerusalem, som enda medlem av nazistpartiet som hedrats på detta sätt.

## Tidigt liv och karriär
Oskar Schindler föddes i en sudettysk familj den 28 april 1908 i Zwittau, Mähren i dåvarande Österrike-Ungern. Fadern hette Johann "Hans" Schindler, och var ägare till en fabrik som tillverkade jordbruksmaskiner. Hans mor var Franziska "Fanny" Schindler (född Luser). Hans syster Elfriede föddes 1915. Efter att ha gått ut grundskolan började Schindler studera vid en teknisk skola, som han dock blev relegerad från efter att ha förfalskat betygsdokument. Han tog senare examen vid en annan skola, men valde att inte göra de abiturientprov som krävdes för att fortsätta studera vid högskola eller universitet. Istället studerade han separata kurser i Brno inom olika ämnen, bland annat inom åkeri och maskinlära, och arbetade i faderns företag under tre år. Då han var en stor motorcykelentusiast sedan ungdomen köpte Schindler en 250cc tävlingsmotorcykel av märket Moto Guzzi, som han under de nästföljande åren deltog i ett antal bergslopp med.
Den 6 mars 1928 gifte sig Schindler med Emilie Pelzl (1907–2001), som var dotter till en välbärgad sudettysk bonde från Maletín. Det unga paret flyttade in hos Oskars föräldrar, där de bodde på övervåningen under de följande sju åren. Efter giftermålet sade Schindler upp sig från faderns företag och tog sig an en rad olika arbeten, bland annat en tjänst vid Mährens elektroteknik och i ledningen för en körskola. Efter 18 månaders tjänstgöring i den tjeckoslovakiska armén, där han avancerade till graden vicekorpral vid det tionde infanteriregementet av den 31:a armén, återvände Schindler till Mährens elektroteknik, som gick i konkurs en kort tid därefter. Faderns fabrik stängdes vid ungefär denna tidsperiod och Schindler blev arbetslös under ett år. Han tog senare anställning vid Jarslav Simek Bank of Prague 1931, där han arbetade fram till 1938.
Vid flera tillfällen under 1931 och 1932 arresterades Schindler för fylleri. Han hade vid denna tid en affär med skolkamraten Aurelie Schlegel. Schlegel födde senare hans dotter, Emelie, 1933, och en son, Oskar Jr, 1935. Schindler hävdade senare, att pojken inte var hans son. Schindlers far, som var alkoholist, övergav hustrun 1935, som några månader senare dog i sviterna av en långvarig sjukdom.
Oskar Schindler gick med i det separatistiska Sudettyska partiet 1935. Trots att han var tjeckoslovakisk medborgare blev Schindler 1936 spion för Abwehr, Nazitysklands underrättelsetjänst. Han skrevs in i Abwehrstelle II Commando VIII, baserat i Breslau. Schindler berättade senare för tjeckisk polis att han endast gjorde det av ekonomiska anledningar; vid denna tidpunkt hade Schindler alkoholproblem och var konstant skuldsatt. De uppdrag Schindler utförde för Abwehrs räkning var bland annat att samla information om järnvägar, militära installationer och truppförflyttningar, samt att rekrytera spioner i Tjeckoslovakien inför Nazitysklands planerade invasion av landet. Den 18 juli 1938 arresterades han för spioneri av den tjeckoslovakiska regeringen och sattes i fängelse. Han släpptes senare som politisk fånge under riktlinjer fastställda genom Münchenöverenskommelsen, som senare ledde till att det tyskspråkiga Sudetenland blev en del av Tyskland den 1 oktober 1938. Schindler ansökte om medlemskap i Nazistpartiet den 1 november 1938 och accepterades som medlem året efter.
Efter att ha varit ledig en tid och vistats i Svitavy blev Schindler befordrad till vicechef i sin Abwehr-enhet och flyttade i januari 1939 med hustrun till Ostrava, vid gränsen mellan Tjeckoslovakien och Polen. Han deltog därefter i spionaget under månaderna som ledde till Tysklands övertagande av resterande delar av Tjeckoslovakien i mars 1939. Emelie hjälpte till med pappersarbetet, med att bearbeta och gömma undan Abwehrs hemliga dokument i deras lägenhet. Eftersom Schindler ofta reste till Polen i affärer fick han och hans 25 underställda agenter i uppdrag till att samla in information om polska järnvägar och militära aktiviteter, inför den planerade Invasionen av Polen. Ett uppdrag krävde, att hans enhet skulle övervaka och ge information om järnvägen och tunneln genom Jablunkapasset, som senare kom att bli avgörande för förflyttningen av tyska trupper. Schindler fortsatte arbeta för Abwehr fram till hösten 1940. Då skickades han till Turkiet för att utreda misstänkt korruption bland de Abwehr-officerare, vilka arbetade vid den tyska ambassaden där.

## Andra världskriget

### Emaljtillverkning
Schindler kom till Kraków i Abwehr-affärer i oktober 1939, och hyrde en lägenhet den följande månaden. Emelie bodde kvar i lägenheten i Ostrava men besökte Oskar i Kraków åtminstone en gång i veckan. I november 1939 kontaktade Schindler inredningsdesignern Mila Pfefferberg för att inreda hans nya lägenhet. Hennes son, Leopold "Poldek" Pfefferberg, blev inom kort en av hans kontakter på svarta marknaden. De kom senare att bli mycket goda vänner. Samma månad introducerades Schindler för Itzhak Stern, som var revisor för Abwehr-kollegan Josef "Sepp" Aue, som hade tagit över Sterns tidigare judisk-ägda anställningsplats som Truehander (förvaltare). De polska judarnas egendom, inklusive deras ägodelar, affärsverksamheter och hem, övertogs av tyskar direkt efter invasionen. Judiska medborgare fråntogs de flesta av sina medborgerliga rättigheter. Schindler visade Stern balansräkningen från ett företag han tänkte ta över, en emaljfabrik som kallades Rekord Ltd som ägdes av en samling judiska affärsmän som ansökt om konkurs tidigare samma år. Stern rådde honom att köpa eller hyra företaget, snarare än att styra det som förvaltare under Haupttreuhandstelle Ost (huvudkontoret för förvaltning i öst), då det skulle ge honom mer frihet från nazisternas direktiv och tillåta honom att anställa fler judar. Den 13 november tecknade Schindler, som stöttades finansiellt av ett antal judiska investerare, ett informellt hyresavtal till fabriken. Avtalet formaliserades den 15 januari 1940. Han döpte om företaget till Deutsche Emaillewaren-Fabrik (Tyska emaljfabriken eller DEF) och det blev snart känt under smeknamnet "Emalia". Snart anställde han sju judiska arbetare (bland annat Abraham Bankier, som hjälpte honom styra företaget) och 250 icke-judiska polacker. Då företaget gick som bäst, 1944, bestod personalen av 1750 arbetare, av vilka 1000 var judar. Schindler hjälpte också till att sköta Schlomo Wiener Ltd, en klädgrossist som sålde hans emaljgods, och var arrendator för glasfabriken Prokosziner Glashütte.
Genom sin position inom Abwehr och sina kontakter inom Wehrmacht och dess försvarsmaterielinspektion lyckades Schindler bli kontrakterad att producera matlagningsredskap i emalj till militären. Dessa kontakter hjälpte honom också senare med att skydda sina judiska arbetare från deportering och avrättning. Med tiden blev Schindler, för att skydda sina arbetare, tvungen att erbjuda nazisterna större och större mutor och gåvor i form av lyxföremål från den svarta marknaden. Bankier, en av Schindlers viktigaste kontakter på svarta marknaden, ordnade varor till mutorna, såväl som extra materiel för användning i fabriken. Schindler fick själv en frikostig livsstil och visade sig senare ha två utomäktenskapliga relationer, dels med sin sekreterare Viktoria Klonowska, dels med Eva Kisch Scheuer, en emaljhandlare från DEF. Emelie Schindler besökte Oskar under några månader 1940 och flyttade senare till Kraków för att bo med honom 1941.

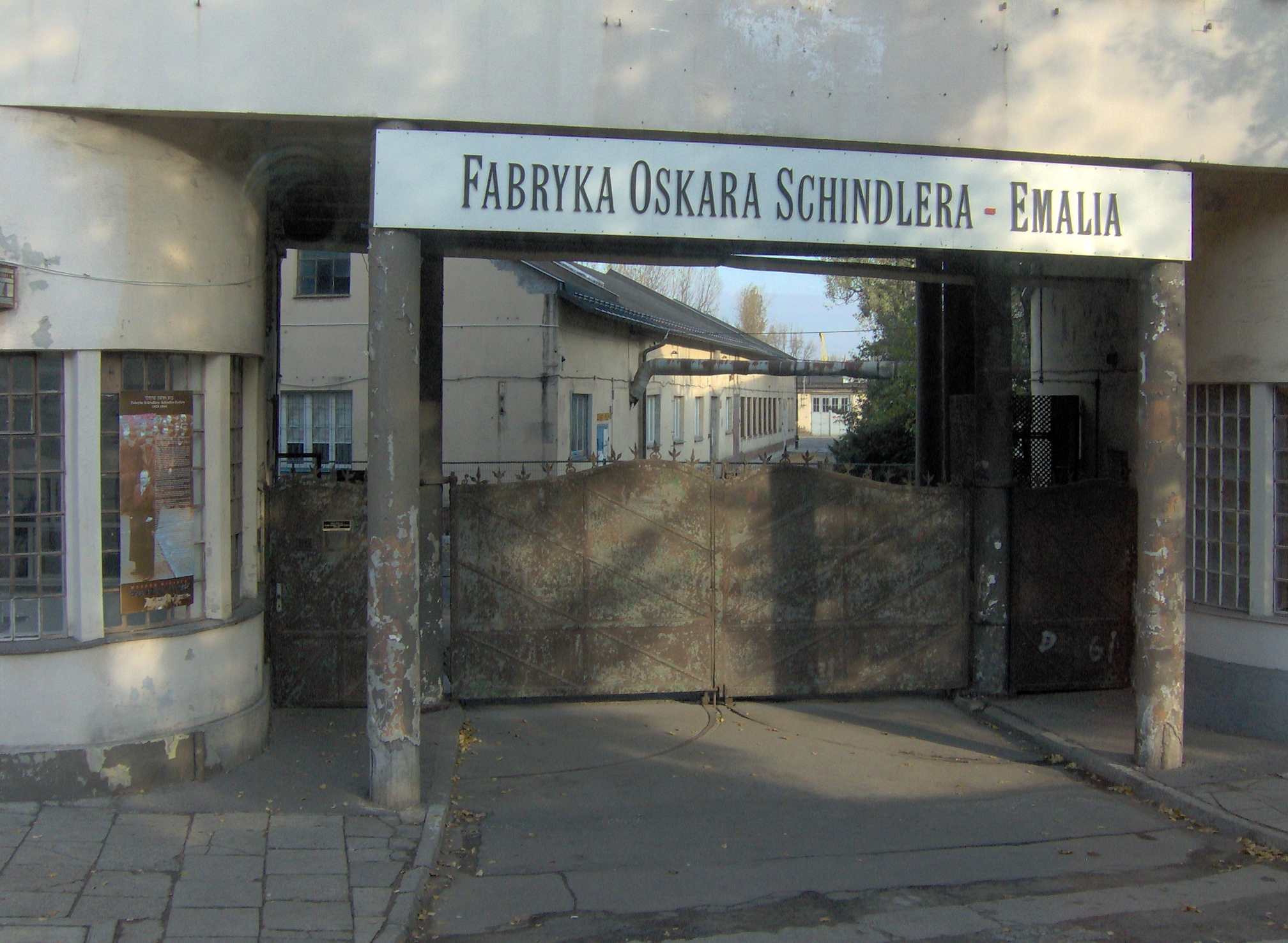
Schindlers fabrik i Kraków (2006)

Till en början var Schindler huvudsakligen intresserad av företagets stora ekonomiska möjligheter och anställde judar bara därför att de var billigare än polacker – lönerna vid denna tid bestämdes av den ockuperande naziregimen. Senare började Schindler dock skydda sina arbetare oavsett kostnad. Att fabriken sågs som betydelsefull för Tysklands fortsatta krigföring gjorde det lättare för Schindler att fortsätta hjälpa de judiska arbetarna. Så fort Schindlerjuden (Schindlerjudar) hotades av deportering krävde han omedelbart att det skulle göras undantag för dem. Hustrur, barn – och till och med personer med rörelsehinder – hävdades vara nödvändiga mekaniker och metallarbetare. Vid ett tillfälle kom Gestapo till Schindler och krävde att han skulle lämna över en familj som hade förfalskat sina identitetspapper. Schindler berättade att "Tre timmar efter att de kom in, raglade två Gestapo-män ut från mitt kontor utan några fångar och utan de dokument de krävde när de kom in."
Den 1 augusti 1940 utfärdade guvernör Hans Frank ett dekret som krävde att alla Kraków-judar skulle lämna staden inom två veckor. Endast de som hade arbeten som direkt kunde relateras till den tyska krigföringen tilläts stanna. Av de 60 000 till 80 000 judar som då levde i staden bodde endast 15 000 kvar i mars 1941. Dessa judar tvingades senare lämna sitt traditionella grannskap i Kazimierz och omplacerades till det muromgärdade Kraków-ghettot i industridistriktet Podgórze. Schindlers arbetare gick till fots till och från ghettot varje dag för att arbeta vid fabriken. De utökningar av fabriken Schindler bidrog med under sitt fyra år långa styre var, förutom själva expansionen av fabriken och dess kontorsyta, bland annat öppnandet av en vårdcentral, kök och matsal för arbetarna.

### Płaszów
Under hösten 1941 började nazisterna transportera ut judar från ghettot, varav de flesta skickades till förintelselägret i Bełżec. Den 13 mars 1943 avvecklades ghettot helt och de som var i arbetsdugligt skick deporterades till det nya koncentrationslägret i Płaszów. De tusentals icke arbetsdugliga skickades istället till förintelseläger. Hundratals dödades på öppen gata av nazisterna under tiden som de rensade ut ghettot. Schindler, som tack vare sina kontakter inom Wehrmacht redan visste om den planerade aktionen, lät sina arbetare stanna på fabriken över natten för att förebygga att de kom till skada. Schindler sades bli förfärad när han bevittnade avvecklingen av ghettot. Schindlerjuden Sol Urbach menade att Schindler från den tidpunkten "ändrade sin uppfattning om nazisterna". Han bestämde sig för att ge sig av och att rädda så många judar han kunde."
Koncentrationslägret i Płaszów öppnades i mars 1943 på den plats där tidigare legat två judiska kyrkogårdar, ungefär 2,5 km från DEF-fabriken. Chef över lägret var SS-Hauptsturmführer Amon Göth, en man som beskrevs som en brutal sadist som slumpmässigt kunde skjuta lägrets invånare. Fångarna på Płaszów levde i en konstant rädsla för sina liv. Emilie Schindler kallade Göth "den mest avskyvärda man jag någonsin träffat."

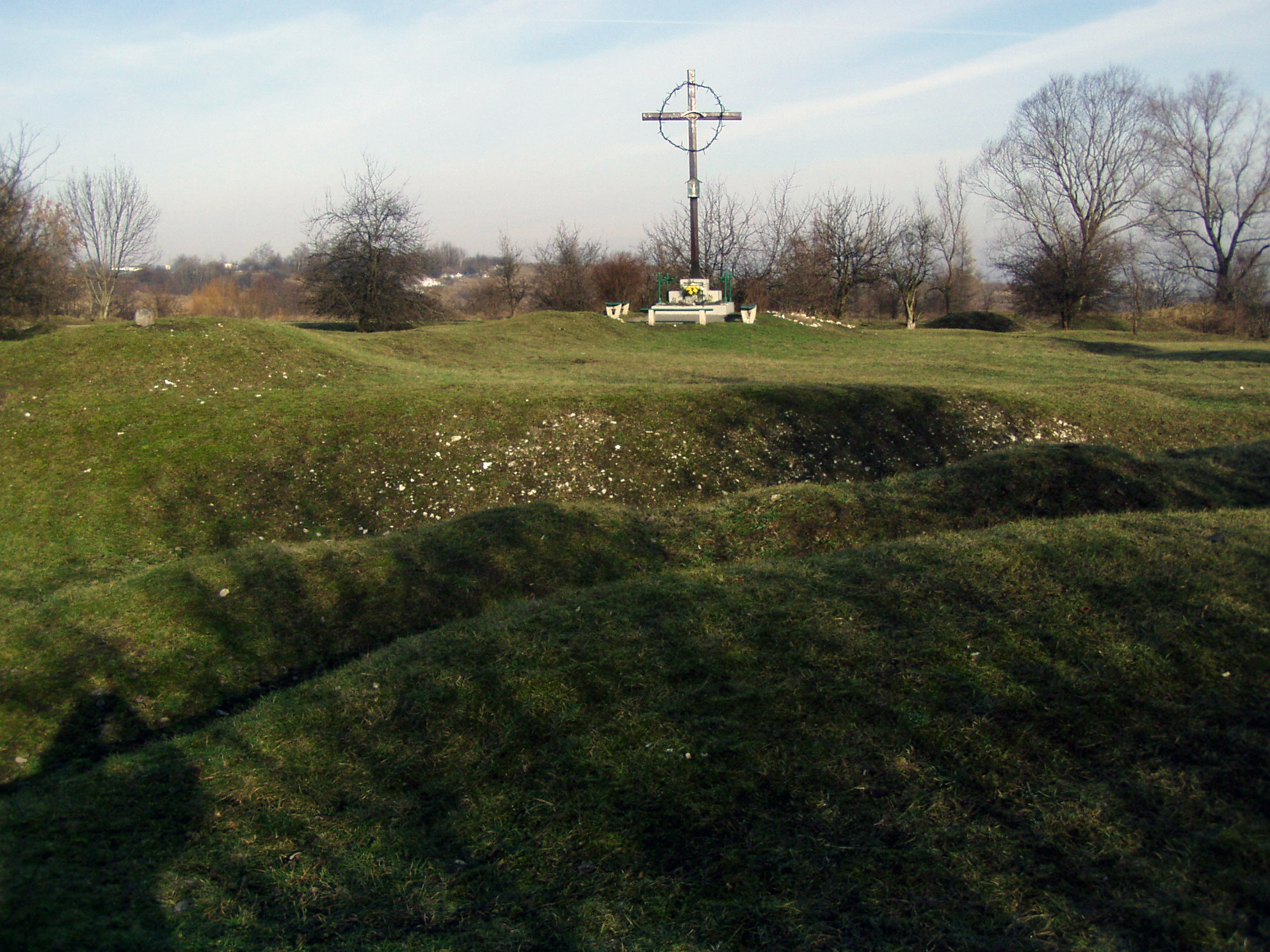
Hujowa Górka, avrättningsplatsen vid Koncentrationslägret i Płaszów (2007).

Från början planerade Göth att alla fabriker, inklusive Schindlers, skulle flyttas innanför lägrets grindar. Med en kombination av diplomati, smicker och mutor lyckades Schindler inte bara hindra att hans fabrik flyttades, utan Göth lät honom också – på egen bekostnad – bygga ett underläger vid Emalia för att husera hans arbetare, likväl som 450 judar från andra närliggande fabriker. Där var de skyddade från hotet att bli slumpmässigt avrättade, fick tillräckligt med mat, hade bra boende och tilläts till och med att utföra religiösa ceremonier.
Schindler arresterades vid två tillfällen för misstankar om kopplingar till den svarta marknaden och en gång för att ha brutit mot Nürnberglagarna genom att ha kysst en judisk flicka. Det senare en handling som var förbjuden enligt Centralbyrån för ras och bosättning. Den första häktningen, under slutet av 1941, ledde till att han fick sitta i häkte över natten. Hans sekreterare ordnade så att Schindler släpptes genom sina inflytelserika kontakter inom nazistpartiet. Den andra arresteringen, den 29 april 1942, skedde sedan han kysst en judisk flicka på kinden under sin födelsedagsfest på fabriken. Han satt häktad i fem dagar innan hans kontakter bland inflytelserika nazister återigen lyckades få honom frigiven. I oktober 1944 arresterades han en tredje gång, denna gång för att ha handlat på svarta marknaden och för att ha mutat Göth och andra personer för att förbättra de judiska arbetarnas förhållanden. Han hölls häktad i en vecka och släpptes sedan. Häktningen av Schindler var en del av den pågående utredningen av Amon Göths aktiviteter, som tidigare, den 13 september 1944, hade arresterats för korruption och andra former av maktmissbruk. Göth dömdes aldrig på dessa punkter, men hängdes av Högsta nationella domstolen för krigsbrott den 13 september 1946.
1943 kontaktades Schindler via medlemmar av den judiska motståndsrörelsen av sionistiska ledare i Budapest. Schindler reste personligen vid flera tillfällen till staden för att rapportera om nazisternas behandling av judarna. Han förde tillbaka finansiella medel från Jewish Agency for Israel, och överlämnade dessa till den judiska underjordiska verksamheten.

### Brünnlitz
I takt med att Röda armén drog sig allt närmare började SS i juli 1944 att stänga de koncentrationsläger som låg längst österut och evakuerade de kvarvarande fångarna västerut till lägren i Auschwitz och Gross-Rosen. Schindler fick då genom Göths personliga sekreterare, Mietek Pemper, höra att nazisterna planerade att stänga alla fabriker som inte var direkt kopplade till den tyska krigföringen, inklusive Schindlers emaljfabrik. Pemper föreslog då att Schindler, för att kunna rädda livet på de judiska arbetarna, skulle byta ut fabrikens tillverkning av matlagningsredskap och istället börja producera pansarvärnsgranater. Med sin talang för övertygelse och med mutor lyckades Schindler få Göth och tjänstemännen i Berlin att låta honom flytta sin fabrik och dess arbetare till Brünnlitz (tjeckiska: Brněnec), i Sudetenland, vilket skyddade arbetarna från en säker död i gaskamrarna. Genom namn som gavs av Marcel Goldberg, en polisman vid den judiska ghettopolisen, sammanställde Pemper listan över 1200 judar – 1000 av Schindlers arbetare och 200 interner från Julius Madritschs textilfabrik – som skulle skickas till Brünnlitz i oktober 1944.

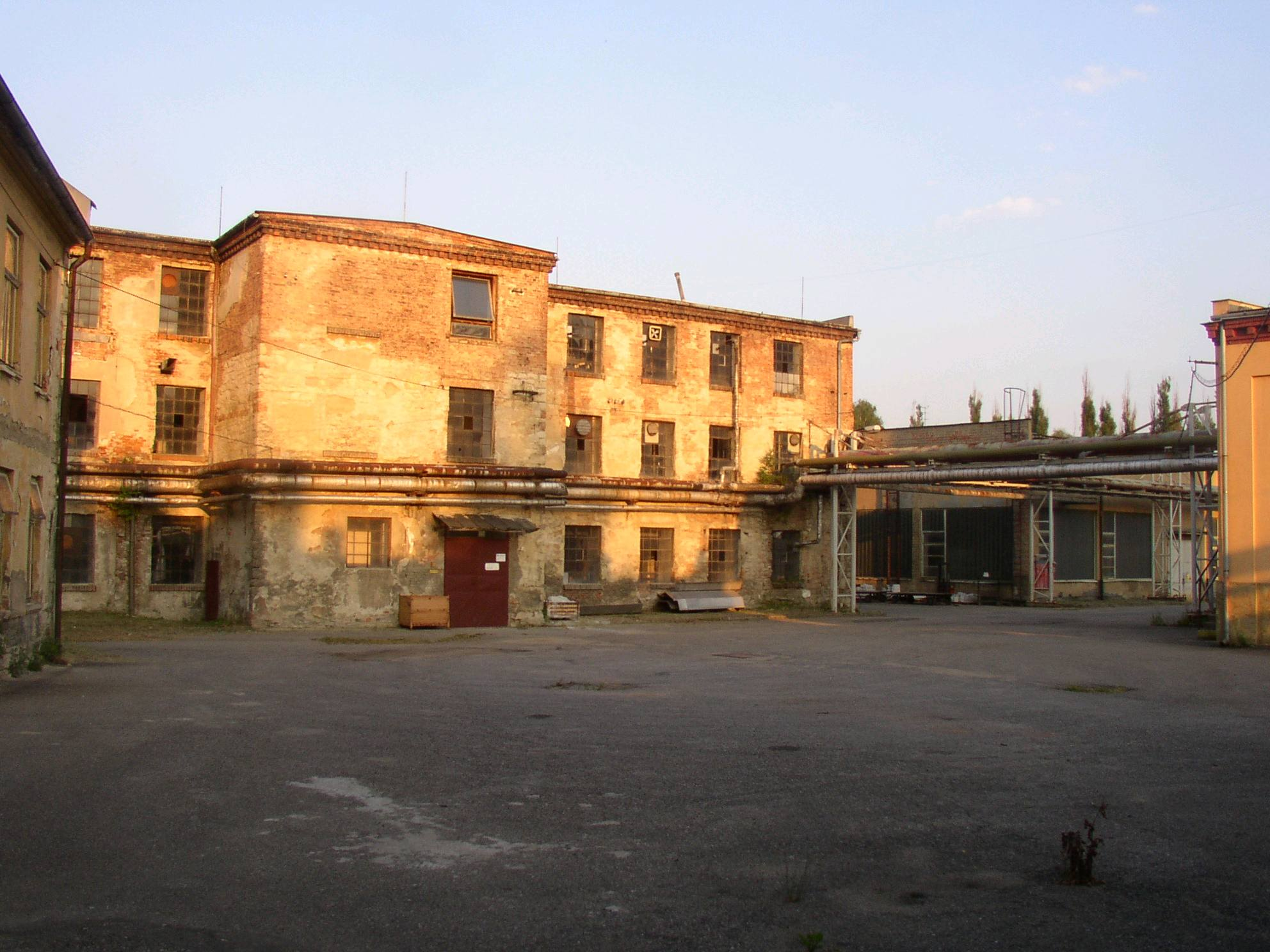
Schindlers fabrik i Brünnlitz (2004).

Den 15 oktober 1944 skickades ett tåg med 700 män från Schindlers lista till koncentrationslägret i Gross-Rosen, där de tillbringade ungefär en vecka innan de förflyttades till fabriken i Brünnlitz. Trehundra av de kvinnliga Schindlerjuden skickades på samma sätt till Auschwitz, där de svävade i stor fara att bli skickade till gaskamrarna. Schindlers vanliga kontakter och mutor lyckades inte befria dem. Efter flera skräckinjagande veckor på Auschwitz skickades kvinnorna till Brünnlitz, efter att Schindler skickat sin sekreterare, Hilde Albrecht, med varor från svarta marknaden, mat och diamanter.
Bortsett från arbetarna transporterade Schindler 250 vagnlaster med maskineri och råvaror till den nya fabriken. Få, om några, användbara granater producerades vid fabriken. När tjänstemän från Ministeriet för försvarsmateriel ifrågasatte fabrikens låga produktion köpte Schindler färdiga varor från svarta marknaden och sålde dem som egentillverkade. Eftersom ransonerna som bestämts av SS inte räckte för att möta arbetarnas behov tillbringade Schindler största delen av sin tid i Kraków med att skaffa mat, försvarsmateriel och annat. Hustrun Emilie stannade i Brünnlitz, för att i hemlighet skaffa fram större ransoner och sköta arbetarnas behov. Schindler ordnade med förflyttningen av 3000 judiska kvinnor från Auschwitz till mindre textilfabriker i Sudetenland för att förbättra deras chanser att överleva kriget.
I januari 1945 ankom en tåglast med 250 judar som blivit avvisade som arbetare i en gruva i Goleschau i Polen till Brünnlitz. Tågvagnarna var nedisade och gick inte att öppna vid ankomsten – Emilie Schindler väntade medan en ingenjör från fabriken öppnade vagnarna med hjälp av en lödkolv. Tolv personer på tåget var döda, medan övriga var för sjuka och för svaga för att arbeta. Emilie tog in de överlevande i fabriken och tog med dem till ett provisoriskt sjukhus ända till krigets slut. Allt eftersom Röda armén drog sig närmare fortsatte Schindler muta SS-tjänstemän för att förhindra att hans arbetare skulle avrättas. Den 7 maj 1945 samlades Oskar Schindler tillsammans med arbetarna på fabriksgolvet för att lyssna på när den brittiska premiärministern Winston Churchill annonserade Tysklands kapitulation.

## Efter kriget

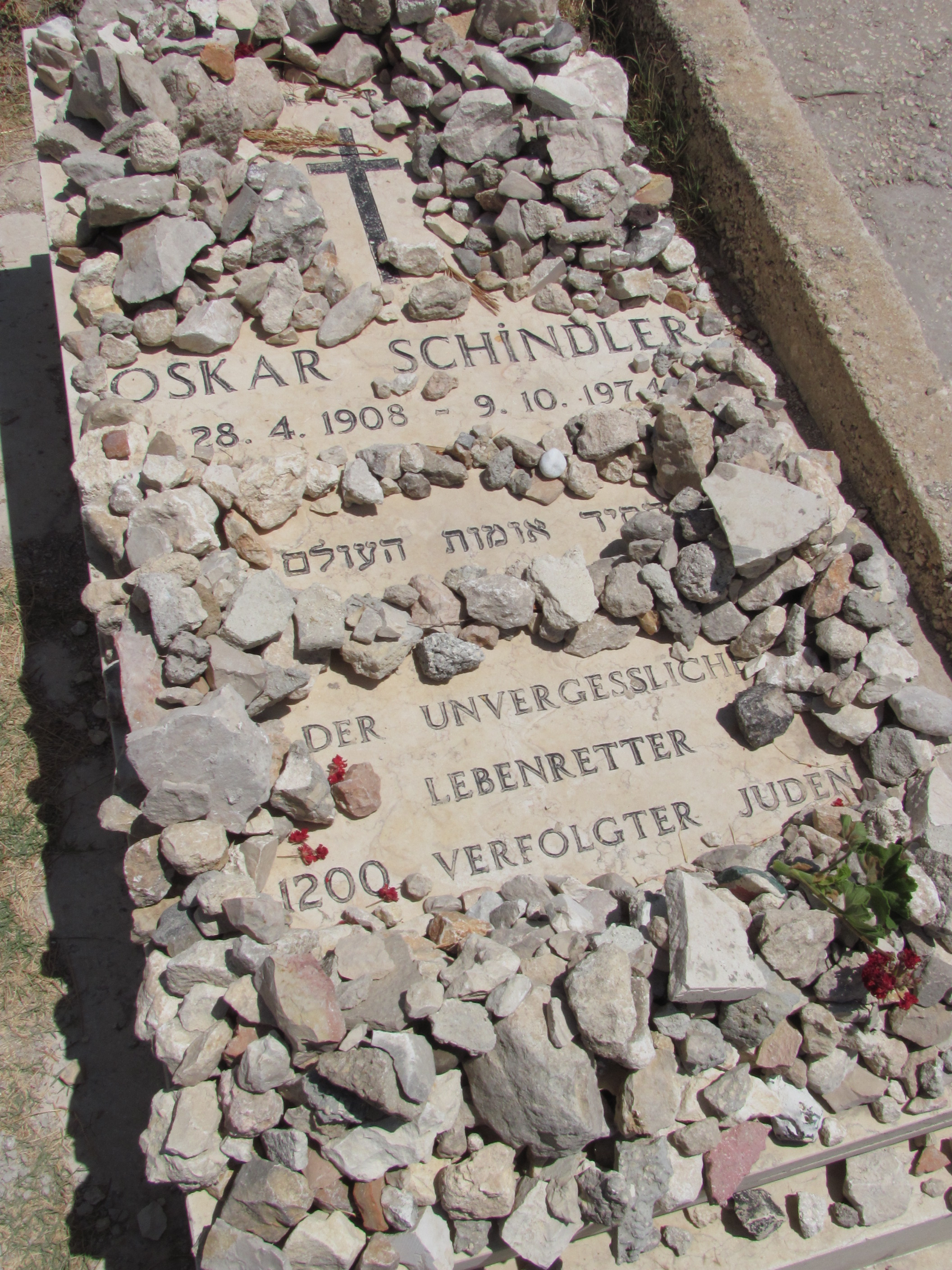
Schindlers grav i Jerusalem. Den hebreiska inskriptionen lyder: "Rättfärdig bland folken"; den tyska inskriptionen lyder: "Den oförglömliga räddaren av 1 200 förföljda judar".

Som medlem av nazistpartiet och underrättelsetjänsten Abwehr svävade Schindler i stor fara att bli arresterad som krigsbrottsling. För att förhindra detta förberedde Bankier, Stern och flera andra ett uttalande som Schindler skulle kunna visa amerikanerna om sin roll i räddandet av många människor. Han gavs också en ring, som gjorts av tandguld av Schindlerjuden Simon Jeret. Ringens inskription löd "Den som räddar ett liv räddar hela världen." För att undvika att bli tillfångatagna av ryssarna flydde Schindler och hans hustru västerut med bil, en tvåsitsig Horch – till en början med flera tyska soldater på flykt, som åkte på bilens fotsteg. En lastbil, där Schindlers älskarinna Marta, flera judiska arbetare och en mängd bytesvaror från svarta marknaden fanns, följde efter bilen. Bilen konfiskerades dock av ryska trupper vid staden Budweis, som redan blivit erövrad av Ryssland. Paret Schindler försökte, men lyckades inte, ta tillbaka en diamant som Oskar gömt under bilsätet. De fortsatte sin resa med tåg och till fots tills de slutligen nådde de amerikanska gränslinjerna vid staden Lenora. De reste sedan till Passau, där en amerikansk-judisk officer ordnade så de fick resa till Schweiz med tåg. Under hösten 1945 flyttade de till Bayern i Tyskland.

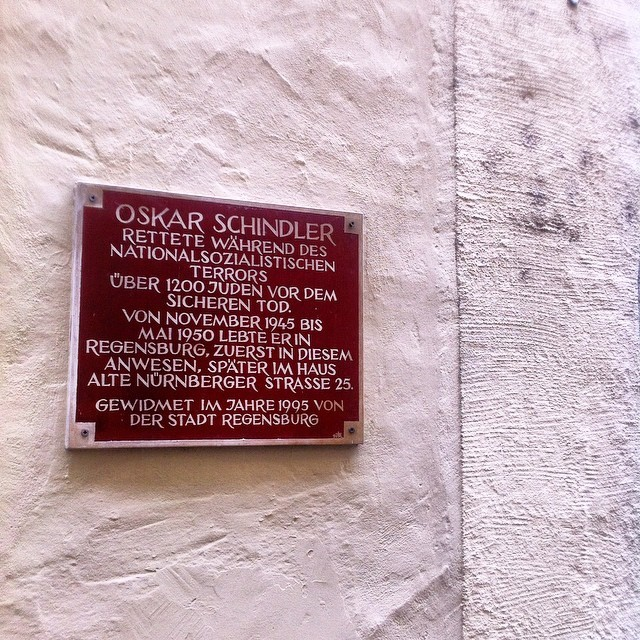
Minnesplakett vid huset där Schindler bodde i Regensburg.

Vid krigets slut hade Schindler spenderat hela sin förmögenhet på mutor och inköp av förnödenheter till arbetarna från svarta marknaden. Praktiskt taget utblottad flyttade han en kort tid till Regensburg, och senare till München, men lyckades inte få affärerna att blomstra i efterkrigstidens Tyskland. I stället tvingades han ta emot ekonomisk hjälp från judiska organisationer. 1948 presenterade han ett krav på återbetalning från American Jewish Joint Distribution Committee, och erhöll $15 000. Han uppskattade sina totala uppgifter till ungefär $1 056 000, vilket inkluderade lägerkostnader, mutor och utgifter för varor från svarta marknaden. 1949 emigrerade Schindler till Argentina, där han försökte föda upp hönor och senare sumpbäver, ett litet djur som föds upp för dess päls. När företaget gick i konkurs 1958 lämnade han hustrun och återvände till Tyskland, där han engagerade sig i en rad misslyckade företag, bland annat en cementfabrik. Han begärdes i konkurs 1963 och drabbades av en hjärtattack året efter, vilket resulterade i en månadslång sjukhusvistelse. Eftersom han bibehållit kontakten med flera av de judar han mött under kriget, bland annat Stern och Pfefferberg, lyckades Schindler överleva på donationer som skickades av Schindlerjuden över hela världen. Oskar Schindler dog den 9 oktober 1974 och är begravd på en katolsk begravningsplats på berget Zion i Jerusalem. Han är den enda medlem av nazistpartiet som hedrats på detta sätt. För sina insatser under kriget förklarades Schindler 1963 som Rättfärdig bland folken, en utmärkelse utdelad av staten Israel till icke-judar som spelade en aktiv roll i räddandet av judar under Förintelsen. Schindler erhöll också ett antal andra priser, bland annat Förbundsrepubliken Tysklands förtjänstorden (1966).
Författaren Herbert Steinhouse, som intervjuade honom 1948, skrev att "Schindlers makalösa handlingar härrörde från det elementära sinnet för anständighet och humanitet som vår sofistikerade tidsålder sällan tror på. En ångerfull opportunist såg ljuset och satte sig emot sadismen och kriminaliteten runt omkring honom." I en TV-dokumentär från 1983 citeras Schindler med "jag kände att judarna var på väg att utplånas. Jag var tvungen att hjälpa dem, det fanns inga alternativ."

## Arv

### Filmer och litteratur

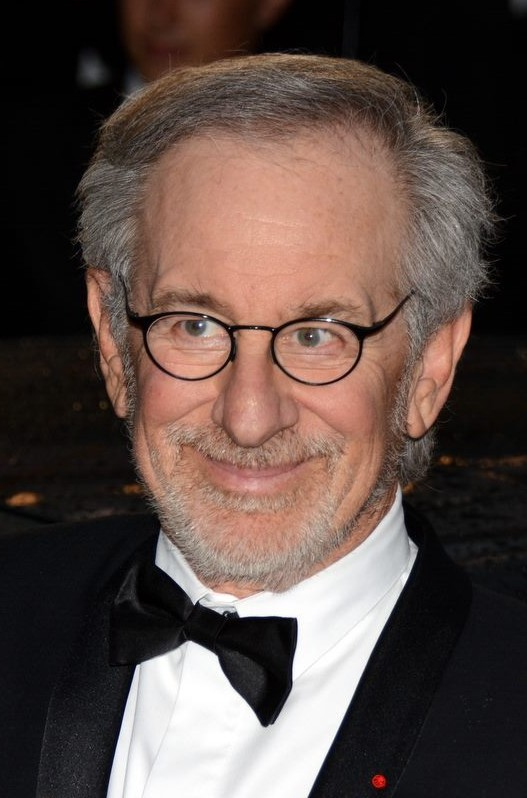
Steven Spielberg (2013), regissör till filmen Schindler's List.

1951 tillfrågades regissören Fritz Lang av Poldek Pfefferberg om han kunde tänka sig att göra en film om Schindler. Schindler erhöll 1964, också på Pfefferbergs initiativ, $20 000 från MGM i förskott för en planerad film med titeln To the Last Hour. Ingen av filmerna gjordes och Schindler gjorde fort slut på pengarna han fått från MGM. Under resten av 1960-talet blev han också tillfrågad av MCA och Walt Disney Productions i Wien, men inte heller dessa projekt resulterade i något konkret.
När han var på väg hem från en filmfestival i Europa besökte den australiske författaren Thomas Keneally Pfefferbergs butik i Beverly Hills. Pfefferberg tog tillfället i akt att berätta historien om Oskar Schindler för Keneally. Han gav Keneally några kopior av material han hade dokumenterat, och snart bestämde sig denne för att göra en fiktiv berättelse av historien. Efter djupgående research och intervjuer med överlevande Schindlerjuden blev den historiska romanen Schindlers ark publicerad 1982 (i USA publicerades den som Schindler's List).
Romanen resulterade i filmatiseringen Schindler's List (1993) av Steven Spielberg. Spielberg köpte rättigheterna redan 1983, men kände sig då inte redo, varken känslomässigt eller professionellt, att ta sig an projektet, och erbjöd rättigheterna till flera andra regissörer. Efter att ha läst ett manus till projektet förberett av Steven Zaillian för Martin Scorsese, bestämde han sig för att byta Cape Fear mot möjligheten att göra Schindler's List. I filmen är karaktären Itzhak Stern (spelad av Ben Kingsley) en sammanslagning av Stern, Bankier och Pemper. Liam Neeson blev nominerad till en Oscar för bästa manliga huvudroll för sin porträttering av Schindler i filmen. Filmen vann sju Oscarstatyetter, inklusive för bästa film.
Andra filmtolkningar inkluderar en brittisk TV-dokumentär från 1983, som producerades av Jon Blair för Thames Television, med titeln Schindler: His Story as Told by the Actual People He Saved (visad i USA 1994 som Schindler: The Real Story), och en biografispecial på A&E 1998, Oskar Schindler: The Man Behind the List.

### Schindlers resväska
1997 upptäckes en resväska tillhörande Schindler på vinden till lägenheten tillhörande Ami och Heinrich Staehr i Hildesheim. Schindler hade lämnat resväskan när han bodde hos paret ett par dagar en kort tid före sin död, och den visade sig innehålla en stor samling historiska fotografier och dokument. Paret Staehrs son, Chris, tog med sig resväskan till Stuttgart, där dokumenten undersöktes i detalj av dr Wolfgang Borgmann, vetenskapsredaktör vid Stuttgarter Zeitung. Borgmann skrev en serie av sju artiklar, som publicerades i tidningen mellan 16 och 26 oktober 1999. Artikelserien publicerades senare i bokform med titeln Schindlers Koffer: Berichte aus dem Leben eines Lebensretters ; eine Dokumentation der Stuttgarter Zeitung (Schindlers resväska: En dokumentation av en räddares levnad). I december 1999 skickades resväskan, tillsammans med de dokument den innehöll, till förintelsemuseet i Yad Vashem i Israel.

### Kopior av listan

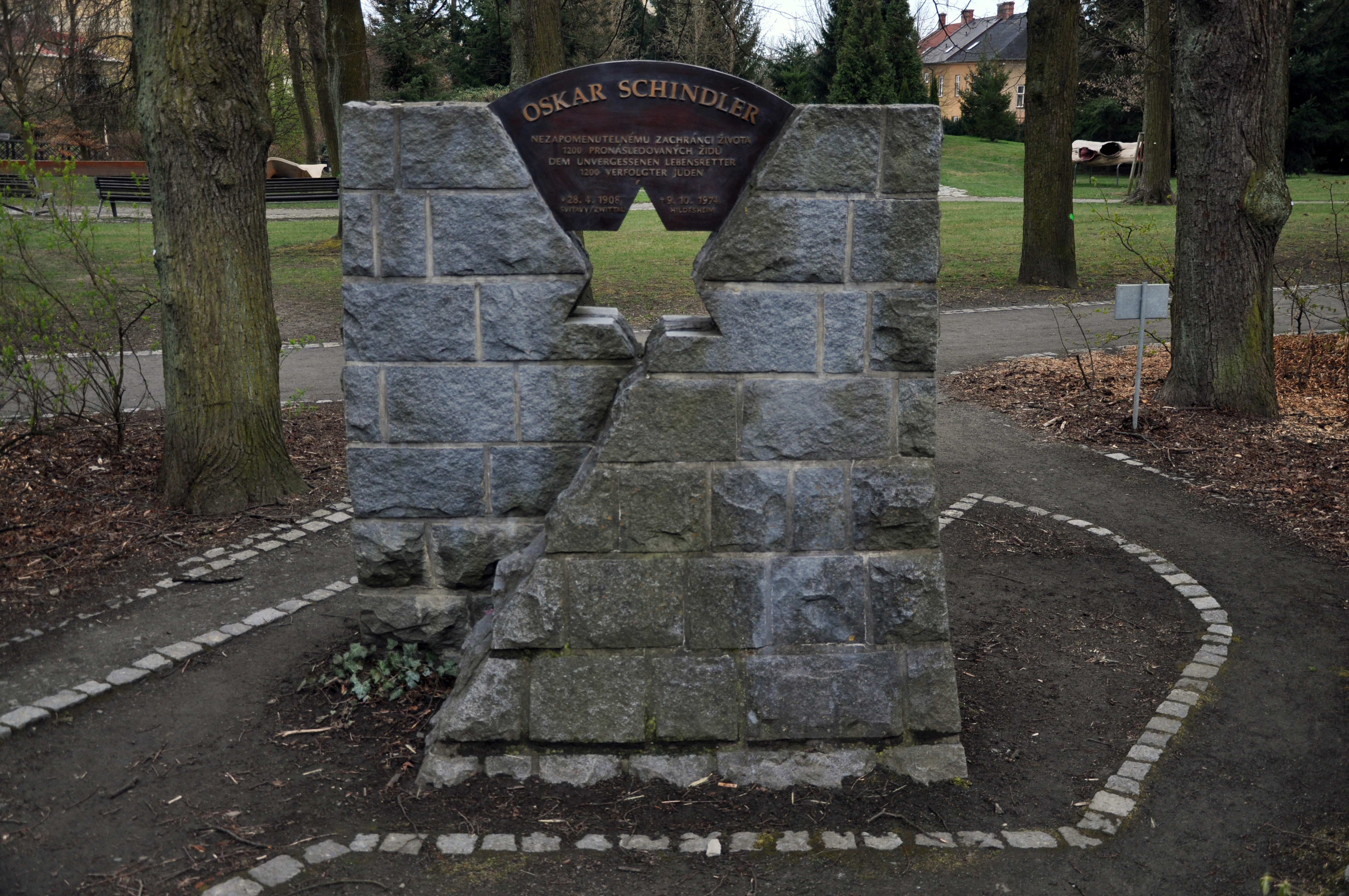
Schindlers minnesmonument i Svitavy, Tjeckien, där han föddes.

I april 1999 upptäcktes en karbonpapperskopia av en version av listan av arbetare vid State Library of New South Wales, bland material som samlats ihop av författaren Thomas Keneally. Det tretton sidor långa dokumentet, som var gulnat och ömtåligt, lämnades in bland researchanteckningar och tidningsurklipp i original. Dokumentet hade lämnats av Pfefferberg till Keneally 1980 i samband med att han övertygade denne att skriva Schindlers berättelse. Denna version av listan innehåller 801 namn och är daterad till den 18 april 1945; Pfefferberg själv är listad som arbetare nummer 173. Eftersom namnen på listan skrivits om flera gånger allt eftersom förhållandena ändrades under de hektiska dagarna under slutet av kriget existerar flera autentiska versioner av listan.
En av de fyra existerande kopiorna av listan fanns ute på en veckolång auktion på eBay den 19 juli 2013, med ett utgångspris på $3 miljoner. Den fick inga anbud.

### Andra minnesföremål
I augusti 2013 såldes ett ensidigt handskrivet brev undertecknat av Schindler den 22 augusti 1944 på en onlineauktion för $59 135. Brevet var ställt till en fabriksförman och redogjorde för Schindlers tillstånd att flytta maskineri till Tjeckoslovakien. Samma anonyma köpare hade tidigare köpt byggnadsdokument (från 1943) från Schindlers fabrik i Kraków för $63 426.

## Eftermäle
Asteroiden 11572 Schindler är uppkallad efter honom.

## Fotnoter
1. ↑  Företagets fullständiga namn var Pierwsza Małopolska Fabryka Naczyń Emaliowanych i Wyrobów Blaszanych "Rekord". Brzoskwinia 2008.
2. ↑  Han köpte företaget i sin helhet den 26 juni 1942. Crowe 2004, s. 109.
3. ↑  .  ”Schindler's exceptional deeds stemmed from just that elementary sense of decency and humanity that our sophisticated age seldom sincerely believes in. A repentant opportunist saw the light and rebelled against the sadism and vile criminality all around him.”
4. ↑  .  ”I felt that the Jews were being destroyed. I had to help them; there was no choice.”